# 교통표지

양보표지

교통표지(交通標識)는 안전한 도로 교통에 필요한 주의, 규제, 지시, 보조, 노면 상태 따위의 정보를 그림이나 문자로
표시한 판이나 그런 내용을 길에 표시한 것을 말한다. 도로표지 및 신호에 관한 빈 협약과 같은 국제 협약이 있으나 각각의 국가에서는 국제 협약을 바탕으로 자신들의 실정에 맞는 교통표지를 사용하고 있다. 세계적으로 영향력이 큰 교통표지 규정으로는 빈 협약 외에도 미국 연방통합교통관리국의 메뉴얼, 중미 통합 체제의 교통표지 규정, 남아프리카 개발 공동체의 교통표지 규정 등이 있다. 대한민국의 교통표지는 대한민국 도로교통법에 따라 그림과 문자, 신호등 등으로 구성되어 있다.

## 역사
其實地上本沒有路，走的人多了，也便成了路。
본래 땅 위에는 길이 없었다. 사람들이 많이 다니다 보니 길이 되었다.
— 노신의 《고향》 중에서

선사시대 부터 사람들은 길을 이용해 왔고 고대 시기 이후 도로의 확충은 국가의 주요 사업이었다. 부여의 사출도나 고대 로마의 로마 도로와 같은 길들이 고대의 도로 교통을 담당하였다. 도로 교통에 필요한 교통 표지 가운데 가장 이른 시기에 등장한 것은 이정표이다. 지금도 남아있는 고대 로마 시대의 도로 곳곳에는 당시 만들어진 이정표도 함께 남아있다. 로마는 오늘날 약 1.48 km에 해당하는 1,000 로마 피트 마다 돌로 된 이정표를 두었는데 이 때문에 로마의 도로 이정표를 마일스톤이라고 한다.
이정표 다음으로 등장한 교통 표지로 방향과 거리를 적은 표지판을 들 수 있다. 중세 시기 부터 제작된 이러한 방향 지시 표지판은 손가락으로 도착지를 가리키는 모양의 표지에 도착지의 지명과 거리를 표시하였기 때문에 핑거포스트라고 불렸다. 이정표와 손모양 지시표지판은 교차로 등에서 종종 함께 세워졌고, 오늘날 각종 거리 방향 표지판의 기원이 되었다.

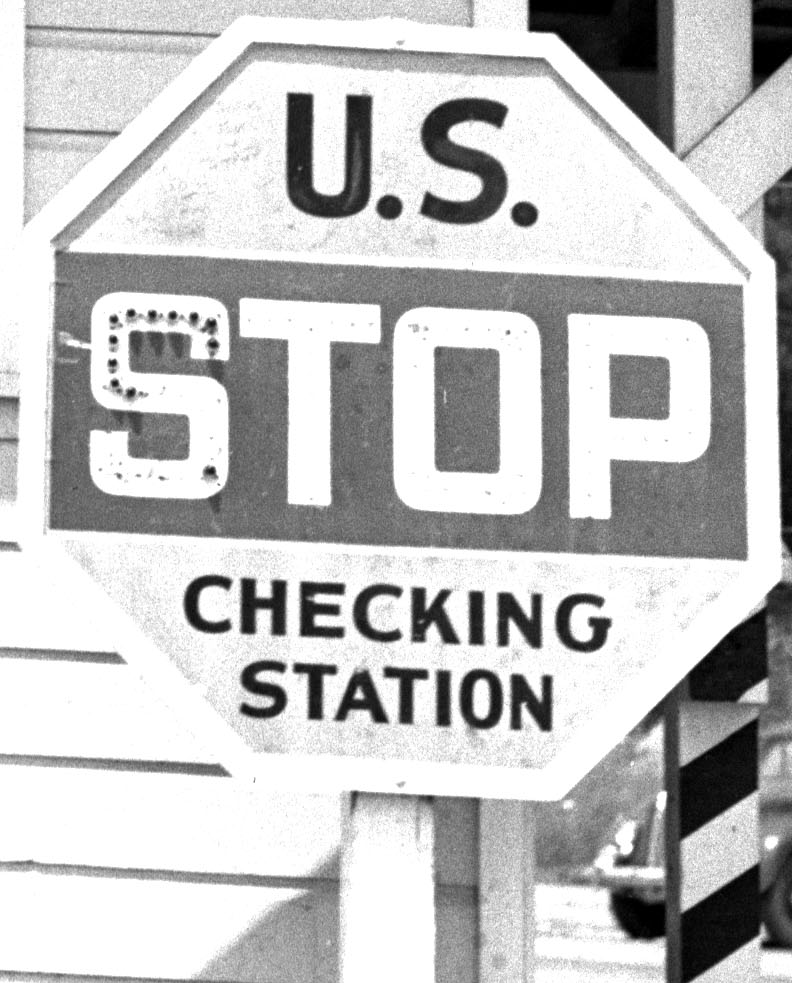
1947년 미국 검문소의 정지표지

오늘날과 같은 도로 교통 표지는 19세기 초 무렵부터 등장하였다. 처음에는 주로 자전거 운전자들에게 각종 주의를 전달하기 위한 목적이었다. 당시 도로는 마차와 자전거가 주로 이용하였기 때문이다. 그러나 이후 자동차 이용이 많아지면서 그에 따른 교통 안전 시설 역시 필요하게 되었다. 1868년 12월 10일 최초의 신호등이 런던 국회의사당 앞에 세워졌고 영국은 1903년 자동차법을 제정하면서 국가 단위의 교통 표지를 정비하였다.
20세기에 들어 서유럽 각국의 도로 교통 상황은 비슷한 국면을 맞이하고 있었고 서로 국경을 넘어 자동차를 운전하는 경우도 많았기 때문에  도로 교통 안전을 위한 국제적인 규격 마련이 필요하였다. 이에 따라 1908년 파리에서 최초의 세계 도로 회의가 열렸다. 한편 미국은 유럽의 영향을 받으면서도 독자적인 교통 표지를 사용하였다. 1915년 디트로이트의 교차로에 최초로 정지 표지가 세워졌다. 이후 1922년 위시콘신, 미네소타, 인디에너가 서로의 도로에서 공통적으로 적용할 교통 표지에 합의하였고 1935년 미국 고속도로관리국이 연방 공용의 교통 표지를 정비한 것이 현재의 미국 교통표지의 기반이 되었다.
한편 국제적 교통 표지 기준에 대한 협의가 계속되어 1931년 도로표지 통합을 위한 제네바 협약이 채결되었고, 1949년 도로표지 제네바 의정서로 이어졌다. 현재 국제연합의 표준 교통 표지 협약은 도로표지 및 신호에 관한 빈 협약으로 1968년 채결되어 1978년 발효되었다.

## 디자인
교통표지는 대개 그림과 간단한 문자로 표시된다. 색상은 눈에 잘 띄는 원색을 쓰고 그림은 표지의 종류에 따라 정해진 간단한 도형과 누구나 이해하기 쉬운 간단한 형태를 띄고 문자 역시 누구나 알기 쉬운 단어로 간단히 표현된다. 국제 표준 별로 약간의 차이가 있지만 도형은 삼각형, 사각형, 팔각형, 다이아몬드 형 등이 주를 이루고, 색상은 적색, 황색, 청색, 녹색 등을 사용한다.

## 표지 체계
교통 표지는 국제연합 기준 체계인 도로표지 및 신호에 관한 빈 협약 외에도 몇 가지 기준이 쓰이고 있다. 널리 쓰이는 체계로는 북아메리카와 중앙아메리카 교통표지의 기반이 된 미국 연방통합교통관리국의 교통표지 메뉴얼, 국제연합 기준과 미국 기준에서 영향을 받은 중미 통합 체제의 교통표지, 남아프리카 개발 공동체의 교통표지 체계 등이 있다. 대한민국의 교통표지는 국제연합 기준을 바탕으로 하고 있으나 일부 다른 부분이 있다.

### 국제연합 기준 체계
도로표지 및 신호에 관한 빈 협약이 구분한 표지의 종류는 다음과 같은 것들이 있다.
- A: 주의표지
- B: 우선순위표지
- C: 금지표지
- D: 의무표지
- E: 특별규제표지
- F: 정보, 편의 또는 서비스 표지
- G: 위치 및 방향 지시 표지
- H: 부가표지

| 종류       | 도형       | 테두리 | 배경           | 기호             | 사례           |
| ---------- | ---------- | ------ | -------------- | ---------------- | -------------- |
| 주의표지   | 정삼각형   | 적색   | 백색 또는 황색 | 흑색 또는 암청색 | 좌로 굽은 도로 |
| 양보표지   | 역정삼각형 | 적색   | 백색 또는 황색 | 없음             | 양보           |
| 정지표지   | 팔각형     | 없음   | 적색           | 흰색 글자        | 정지           |
| 주정차금지 | 원형       | 적색   | 청색           | 적색 X           | 주정차금지     |

### 미국의 교통표지
미국의 교통표지는 다음과 같이 분류 된다.
- 금지표지
- 주의표지
- 안내표지
  - 도로명 표지
  - 도로표지
  - 고속도로표지
  - 무료도로표지
  - 환영 표지
  - 정보 표지
  - 관광 및 문화 관련 표지
- 긴급 통제 표지(민방위 등)
- 임시 교통 통제 표지(공사중 등)
- 학교 표지
- 철도 건널목 표지
- 자전거 도로 표지

### 대한민국의 교통표지
대한민국의 교통표지는 《도로교통법》 제2조 16호에서 규정하고 있다. 대한민국은 1949년 국제연합 교통표지 협약에 가입하였으나 비준하지는 않았다.

十자형 교차로 주의표지
통행금지 규제표지
자동차전용도로 지시표지
안전속도 보조표지

## 갤러리

우회전 표지판 주로 영국이나 호주처럼 차가 왼쪽으로 다니는 나라의 신호등에 있다.
직우회전 표지판. 주로 차가 왼 쪽으로 다니는 나라 (영국, 호주 등)의 신호등에서 많이 찾을 수 있다.
비보호 좌회전 표지판이 있으면 녹색 신호에도 좌회전을 할 수 있으나 적색 신호에는 하면 안 된다.[18]
좌회전 표지판. 주로 빨간 불과 초록색 화살표가 같이 켜지는 좌회전 신호가 있는 신호등에 있다.
직좌회전 표지판. 주로 직좌회전 신호가 포함된 신호등에 있다.

## 같이 보기
- 일본의 교통표지
- 조선민주주의인민공화국의 교통표지
- 대한민국의 교통표지
- 미국의 교통표지
- 오스트레일리아의 교통표지
- 중화인민공화국의 교통표지
- 홍콩의 교통표지
- 베트남의 교통표지
- 태국의 교통표지
- 도로표시